# La pequeña guerra privada (Star Trek: La serie original)
La pequeña guerra privada es el episodio 19 de la segunda temporada de Star Trek: La serie original, fue transmitido por primera vez el 2 de febrero de 1968 y fue repetido el 23 de agosto de 1968. El guion fue escrito por Gene Roddenberry, basado una historia de Jud Crucis, y dirigido por Marc Daniels. Se pretendió que fuera una alegoría del involucramiento de Estados Unidos en la Guerra de Vietnam.
Resumen: La tripulación de la nave estelar USS Enterprise descubre una interferencia Klingon en el desarrollo de un planeta previamente pacífico y se involucran en lo que se convierte en una carrera armamentista.
En la versión Bluray el título de este episodio en el audio en español es dado como Una pequeña guerra privada.

## Trama
En la fecha estelar 4211.4, la USS Enterprise llega al planeta Neural, el tercero en el sistema Zeta Bootis, que había sido explorado por el capitán James T. Kirk trece años antes durante una misión previa cuando era un teniente en la USS Farragut. Al llegar, el dr. McCoy encuentra que el planeta es un tesoro médico lleno de materiales necesarios para fabricar sueros y drogas. Kirk le informa también que la población que habita este planeta es aún primitiva, y que usa flechas y arcos para cazar, pero que la cultura es pacífica, y que nunca combaten entre ellos, aunque existen dos culturas claramente separadas, una urbana (las villas) y una rural (la gente de las colinas).
Sin embargo, Kirk y Spock ven a un grupo de aldeanos escondiéndose detrás de unas rocas cercanas, aparentemente preparándose para una emboscada. Kirk queda sorprendido al ver que poseen mosquetes y otras armas de fuego. Sabe que es imposible que hubieran avanzado a esta etapa tan rápidamente. Además parecen no estar esperando caza sino que están emboscando a un grupo de habitantes de las colinas, uno de los cuales es reconocido por Kirk como Tyree, su amigo más cercano en este planeta. Dado que se supone que la partida de desembarco no debe utilizar sus fásers, Kirk les lanza una roca para distraerlos, con lo que uno de los mosquetes de los nativos se dispara, y comienzan a perseguir a la partida de desembarco del Enterprise. En eso Spock es herido por un disparo, lo que hace que Kirk ordene una inmediata teletransportación de regreso a la nave que se encuentra en órbita. 
De regreso a bordo del Enterprise, Spock es examinado por el Dr. M'Benga que tiene una especialidad en fisiología vulcaniana. Este informa a Kirk que ha hecho todo lo que puede hacer y que Spock ha caído en un trance de sanación y que si todo funciona bien se recuperará. De improviso los sensores detectan a una nave Klingon en órbita alrededor del planeta y Kirk ordena al Sr. Chekov mantener una posición fuera de su alcance de sensores. Mientras tanto quiere regresar al planeta a buscar a Tyree para encontrar una explicación a lo sucedido.
Kirk regresa con McCoy, pero ambos disfrazados como nativos locales de las colinas. Kirk sospecha que los Klingon están involucrados con el rápido desarrollo de armas de la cultura local, aunque su tripulación opina que ya han visto que el desarrollo cultural tiene distintas velocidades. Repentinamente ambos son atacados por un mugato, una criatura nativa parecida a un gorila con cuernos. La bestia muerde a Kirk, inyectándole un veneno antes de que McCoy pueda matarlo con su fáser. Este no puede llamar al Enterprise ya que se ha movido fuera del alcance de comunicación.
Un grupo amistoso de habitantes de las colinas los encuentra y los llevan a su cueva donde Tyree ahora es el jefe de la tribu. Este, que acaba de regresar de una misión de caza, está casado con Nona, una especie de doctor brujo, Kahn-ut-tu, que tiene una cura para la mordedura del mugato. Pero ésta además está influenciando a Tyree mediante el uso de hierbas alucinógenas y lo presiona para que obtenga los palos de fuego de los habitantes de las aldeas, pero este rehúsa y mantiene una visión tradicional pacifista.
Al oír que Kirk ha llegado, Nona se dirige a las cavernas justo en el momento en que McCoy calienta unas rocas con su fáser. Nona queda intrigada con el arma y quiere saber más acerca de estos misteriosos invitados. Nona cura a Kirk con el uso de la raíz de una planta llamada mahko, el procedimiento incluye un corte en la mano de Nona que la presiona contra la planta y ambos contra la herida de Kirk. Esta le explica a McCoy, que de acuerdo a la leyenda, sus sangres se han mezclado y que sus almas se han encontrado en el mundo espiritual, debido a esto Kirk será incapaz de negarle nada de lo que ella le pida.
Mientras en el Enterprise, Spock parece estar recuperándose bien. M'Benga le informa a la enfermera Chapel que una vez que Spock despierte de su trance, debe hacer lo que le pida no importa lo extraño que le parezca dicha petición.
Una vez que Kirk se recupera, le pregunta a Tyree acerca de los "palos de fuego" que poseen los aldeanos. Tyree le dice que vio las armas por primera vez hace un año aproximadamente y cree que los aldeanos las fabrican. No ha visto a ningún extraño. Kirk le pide a Tyree que lo acompañe de noche en una misión de reconocimiento a la aldea. Nona en todo momento trata de persuadir a Kirk para que ayude a Tyree a ser un líder más poderoso. Pero Kirk rehúsa ya que sabe que Tyree cree en un pacifismo tradicional e incluso hizo un juramento contra el asesinato de personas.
Durante la noche van a la aldea y localizan una forja en la que hay un taladro de acero cromado y hierro virtualmente libre de carbono, una evidencia clara de la intervención de los klingon. De improviso aparece un klingon conversando con el líder de la aldea, Apella, por lo que el grupo de Kirk debe esconderse. Apella y el klingon discuten acerca de la fabricación de armas mejoradas, y en ese momento Kirk y McCoy los atacan y los dominan, a continuación roban un mosquete y escapan con la ayuda de Tyree.
De regreso al Enterprise Spock finalmente despierta, pero solo está parcialmente consciente. Él le solicita a la enfermera Chapel que lo golpee hasta que se recupere totalmente, diciéndole que el dolor lo ayudará a mantenerse consciente. Vacilante, ella lo golpea suavemente al principio, pero luego mucho más fuerte. El sr. Scott que aparece en ese momento trata de detener a la enfermera, pero M'Benga llega en ese momento y le dice que la vida de Spock corre peligro y reasume los golpes. Finalmente Spock sale del trance y le agradece a la sorprendida enfermera Chapel su ayuda.
De regreso al planeta, Kirk le muestra a la gente de las colinas cómo disparar un mosquete, pero Tyree rehúsa aprender. McCoy protesta vigorosamente, diciéndole a Kirk que está violando la Directiva Principal e interfiriendo con el desarrollo normal de los nativos. Kirk sostiene que ya se ha realizado un daño irreversible por la intervención de los klingon, y que si las dos tribus no están en igualdad de condiciones, una masacrará a la otra. La interpretación de Kirk de la Directiva Principal lo obliga a equipar a la gente de Tyree con mosquetes, para mantener el equilibrio del poder en el planeta. McCoy queda horrorizado por lo que sucede pero no ve otra alternativa.
Pensando que Tyree es demasiado débil y vacilante para armar a su pueblo, Nona trata de seducir a Kirk con sus pociones, pero Kirk resiste y Tyree es testigo de sus artimañas. Está lo suficientemente furioso para tomar un mosquete y apuntarlo a su esposa, pero es incapaz de matarla y deja caer el arma. Repentinamente otro mugato ataca y Kirk lo vaporiza con su fáser. Nona aturde a Kirk y le saca el fáser, que ella piensa le dará el poder total. Ella huye para ir a hacer un trato con los enemigos de la tribu a cambio del arma. Kirk se recupera y comienza a perseguirla con un pequeño grupo para detenerla y recuperar su fáser.
Cuando Kirk, McCoy y Tyree arriban, ellos encuentran que Nona está siendo atacada por los pobladores de la villa enemigos, quienes parecen más interesados en violarla que en capturar la nueva arma que ella está sosteniendo. Nona trata de defenderse, pero ella no es capaz de hacer funcionar el arma. Cuando los otros llegan, persiguiendo a Nona, los pobladores de la villa creen que ella los llevó a una trampa, y la matan y huyen. McCoy logra recuperar el fáser.
Al final, Tyree pide más "palos de fuego" para vengar la muerte de su esposa. A regañadientes Kirk le ordena a Scott que fabrique y envie 100 mosquetes y la munición necesaria a los nativos de las colinas. Kirk los llama las serpientes del Jardín del Edén. Estos pondrán en igualdad de condiciones con sus enemigos, lo que satisface los términos de la Directiva Principal, pero Kirk es agudamente consciente de que ha comenzado una carrera armamentista.

## Remasterización del aniversario de los 40 años
Este episodio fue remasterizado en el año 2006 y fue transmitido el 17 de mayo de 2008 como parte de la remasterización de la serie original para celebrar el aniversario de los 40 años de la creación de la serie. Fue precedido una semana antes por la versión remasterizada de Consejo de guerra y seguido una semana más tarde por A quién destruyen los dioses. Además del audio y video remasterizado, y todas las animaciones de la USS Enterprise realizadas por CGI que es el estándar de todas las revisiones, los cambios específicos para este episodio son:
- El planeta Neural fue modificado para mostrar una apariencia más terrestre.
- Se agregó una toma de la nave klingon.

## Producción
El primer borrador de Don Ingalls tiene referencias específicas a la Guerra de Vietnam, tales como las ropas del tipo mongol y un personaje descrito como del tipo Hồ Chí Minh. Otras ideas iniciales incluían la amistad de Kirk con Tyree desarrollándose completamente durante la segunda visita al planeta y un conflicto personal entre Kirk y Krell (el klingon).